# Stazione di Kusatsu
La stazione di Kusatsu (草津駅?, Kusatsu-eki) è una stazione ferroviaria della città di Kusatsu, nella prefettura di Shiga in Giappone. La stazione è gestita dalla JR West e serve le linee Biwako (quest'ultima parte della linea principale Tōkaidō) e Kusatsu.

## Linee e servizi
JR West
■ Linea JR Biwako
■ Linea Kusatsu

## Struttura
La stazione è costituita da due piattaforme a isola con 4 binari in superficie al livello del terreno.
| 1-2 | ■ Linea Kusatsu   | per Kibukawa e Tsuge                                                     |
| 3-4 | ■ Linea JR Biwako | per Kyoto e Ōsaka I diretti provenienti da Kusatsu partono dal binario 2 |
| 5-6 | ■ Linea JR Biwako | per Maibara e Nagahama                                                   |

## Stazioni adiacenti
| «                                          | Servizio                                   | »                                          |
| Linea principale Tōkaidō (Linea JR Biwako) | Linea principale Tōkaidō (Linea JR Biwako) | Linea principale Tōkaidō (Linea JR Biwako) |
| ------------------------------------------ | ------------------------------------------ | ------------------------------------------ |
| Rittō                                      | Locale                                     | Minami-Kusatsu                             |
| Moriyama                                   | Rapido Speciale                            | Minami-Kusatsu                             |
| Linea Kusatsu                              |                                            |                                            |
| Tehara                                     | Locale                                     | Capolinea                                  |

- Era prevista la costruzione di una nuova stazione del Tōkaidō Shinkansen fra la stazione di Kusatsu e quella di Tehara, con una nuova stazione di interscambio, ma il progetto è attualmente in stallo.